# The Factory
The Factory era il nome dello studio originario di Andy Warhol a New York City tra il 1962 e il 1968, e con lo stesso nome sono conosciuti anche i suoi studi successivi. 
Si trovava al quinto piano del 231 East 47th Street, a Midtown Manhattan. L'affitto ammontava a "un centinaio di dollari all'anno soltanto". L'edificio che ospitava la Factory non esiste più.

## Lo Studio

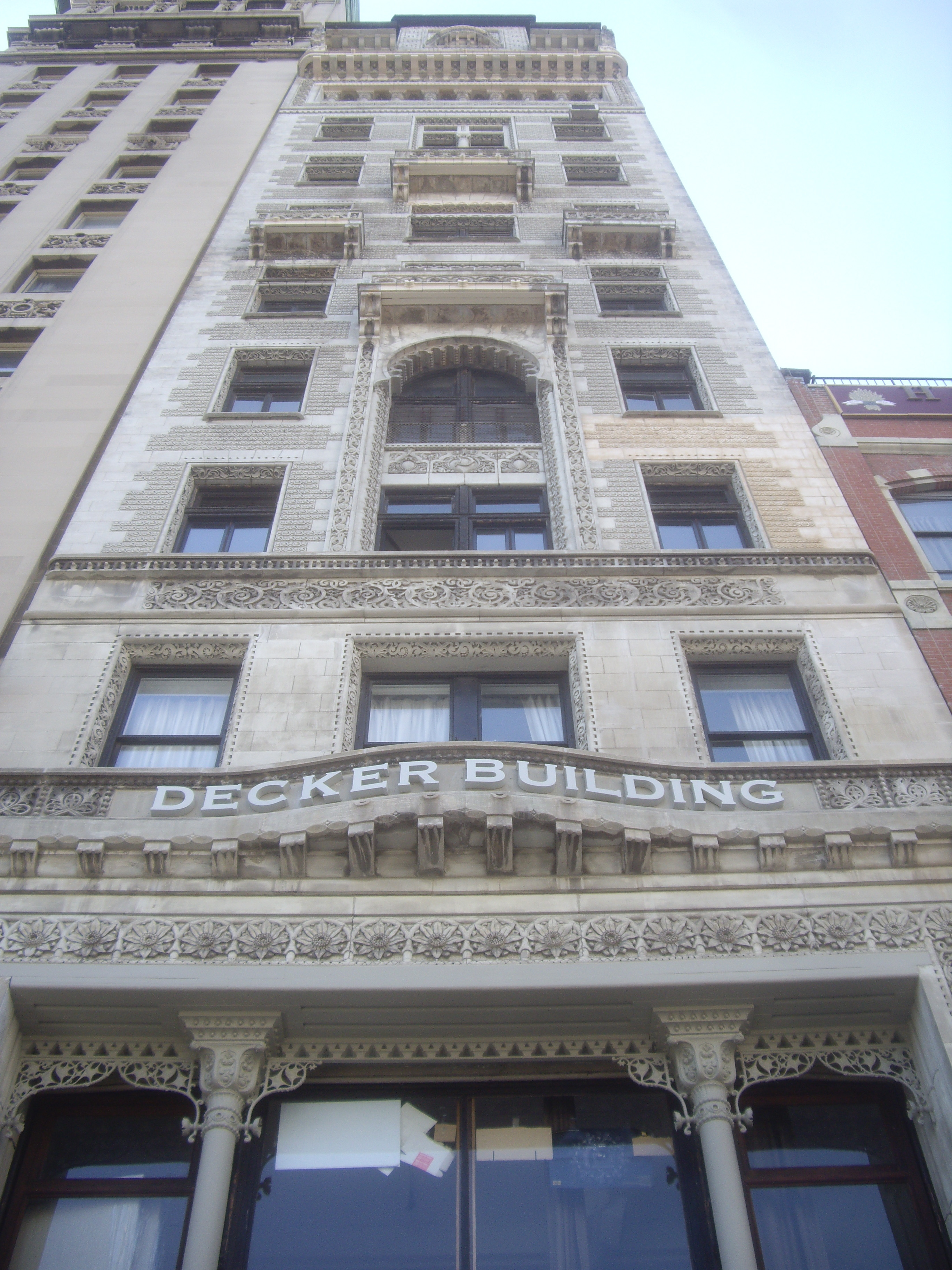
Decker Building, 33 Union Square West, NYC

La Factory era il punto di ritrovo per artisti e superstar di Warhol; divenne anche famoso per le feste all'avanguardia. Nello studio i collaboratori di Warhol producevano serigrafie e litografie. Nel 1968 Andy spostò la Factory al sesto piano del Decker Building, al 33 Union Square West, vicino al Max's Kansas City, un club che Warhol e il suo entourage avrebbero frequentato spesso.
Nel 2002 John Cale disse: "Non era chiamato la Fabbrica senza motivo. Era qui che la linea di assemblaggio delle serigrafie aveva luogo; e mentre una persona produceva una serigrafia, qualcun altro poteva girare un provino. Ogni giorno si faceva qualcosa di nuovo".
Nei giorni in cui divenne famoso, Warhol lavorava giorno e notte ai suoi dipinti. L'uso di serigrafie era finalizzato a produrre immagini in massa, allo stesso modo in cui le industrie capitalistiche producono in massa prodotti per i consumatori. Per continuare a lavorare come desiderava, mise insieme un entourage di attori di film per adulti, drag queen, personaggi mondani, drogati, musicisti e liberi pensatori che sarebbero divenuti famosi come le Superstar di Warhol. Questi "operai dell'arte" lo aiutavano a creare i suoi dipinti, recitavano nei suoi film, e sostanzialmente sviluppavano l'atmosfera per cui la Factory divenne leggendaria.

## La Silver Factory

"Andy Monument" nella XVII Strada e Broadway - NYC Union Square

Coloro che frequentavano la Factory originaria si riferivano a questa come alla "Silver Factory" (la fabbrica d'argento). Coperto di stagnola e vernice argentata, lo studio era stato decorato da Billy Name, amico di Warhol che era anche il fotografo della Factory. Anche Warhol portava spesso palloncini argentati per farli galleggiare sul soffitto.
Dopo aver visitato l'appartamento di Billy, che era stato decorato allo stesso modo, Warhol si innamorò dell'idea e gli chiese di fare la stessa cosa al loft appena preso in affitto. L'argento rappresentava la decadenza della scena e allo stesso tempo il proto-glam dell'inizio degli anni sessanta. Argento, specchi rotti e fogli di stagnola erano i materiali decorativi di base amati dai primi utilizzatori di anfetamine degli anni sessanta. Billy Name era la persona perfetta per prendere quello stile e ricoprirne l'intera Factory, persino l'ascensore. Combinando l'impostazione industriale priva di arredamento dello studio con la luminosità dell'argento e ciò che esso rappresenta, Warhol voleva dare forma alla propria opinione sui valori Americani, tema ricorrente della sua arte. Gli anni passati alla Factory saranno poi conosciuti come l'Età d'Argento, non solo per il design, ma anche per lo stile di vita decadente e spensierato, pieno di soldi, feste, droghe e celebrità.
A fianco della sua arte bi-dimensionale, Andy usava la Factory come laboratorio per produrre scarpe, film, commissioni, sculture e qualsiasi cosa alla quale il nome Warhol potesse essere applicato come marchio per la vendita. Le sue prime commissioni furono un ritratto su singola serigrafia per $25'000, con tele addizionali in altri colori a $5'000 ciascuna. Più tardi portò il prezzo a $20'000. Warhol utilizzò una buona parte dei primi introiti per finanziare lo stile di vita dei suoi amici alla Factory, ricoprendoli letteralmente di denaro e risorse.

## La musica alla Factory
Lo studio divenne un punto di incontro di artisti e musicisti come Lou Reed, Bob Dylan, Truman Capote e Mick Jagger. Altri visitatori più occasionali includevano Salvador Dalí e Allen Ginsberg. Warhol collaborò nel 1965 con l'influente rock band newyorkese di Reed, i Velvet Underground, e disegnò la celebre copertina del loro album di debutto The Velvet Underground & Nico. Questa consisteva in una banana di plastica gialla che l'ascoltatore poteva veramente sbucciare per rivelarne una versione sottostante di colore rosa. Warhol progettò anche la copertina dell'album Sticky Fingers dei Rolling Stones.
Warhol incluse i Velvet Underground nell'Exploding Plastic Inevitable, uno spettacolo che combinava arte, rock, i film di Andy e ballerini di ogni tipo, così come immagini e messe in scena sadomaso. I Velvet Underground e EPI usavano la Factory come studio per le prove.
Walk on the Wild Side, il brano di Lou Reed più famoso della sua carriera solista, fu pubblicato sul suo primo album di successo commerciale, Transformer. La canzone parlava delle superstar con cui si trovava alla Factory. Menziona tra gli altri Holly Woodlawn, Candy Darling, Joe Dallesandro, Jackie Curtis e Joe Campbell (al quale si riferisce con il soprannome usato alla Factory: Sugar Plum Fairy).

## Radicalismo sessuale
Andy Warhol commentava l'America tradizionale attraverso la propria arte, senza tener conto della ristretta visione sociale del paese. Nudità, uso di droghe, relazioni omosessuali e personaggi transgender compaiono in varie forme in quasi tutti i suoi lavori girati alla Silver Factory. Considerato socialmente inaccettabile, perfino spaventoso per l'epoca, i teatri che proiettavano le sue pellicole underground erano a volte oggetto di raid, e i dipendenti non di rado venivano arrestati per oscenità.
Tuttavia, producendo i film, Warhol creava alla Factory un ambiente sessualmente indulgente per gli eventi che mettevano in scena, come finti matrimoni "drag", affitti di teatri porno, e rappresentazioni volgari. Venivano rappresentate spesso scene di amore libero, in un periodo in cui la sessualità cominciava a diventare più aperta e tollerata. Il sesso era praticamente d'obbligo per chiunque frequentasse lo studio di Warhol, il quale da parte sua incoraggiava tali comportamenti e addirittura usava riprese di atti sessuali tra i suoi amici per il lavoro.
Parte dello "spettacolo" alla Factory erano anche famose drag queen come Holly Woodlawn, Jackie Curtis e la transgender Candy Darling. Come artista Andy usava spesso queste donne e altri personaggi sessualmente poco conformisti nei suoi spettacoli e pellicole.
A causa della concomitanza tra abuso di varie sostanze e presenza di artisti e personaggi sessualmente liberi, spesso alla Factory avevano luogo orge sotto l'effetto di droghe. Andy conobbe l'amico Ondine (l'attore Robert Olivo) proprio in un'orgia nel 1962.
Dice Ondine: "Mi trovavo in un'orgia, e Warhol era, ah, questa grande presenza sul retro della stanza. E quest'orgia era tenuta da un mio amico, e così gli dissi, 'Ti dispiacerebbe cacciare quella cosa fuori di qui?' E quella cosa fu effettivamente cacciata dalla stanza, e quando venne da me la volta successiva mi disse 'Nessuno mi aveva mai allontanato da una festa.? Non sai chi sono io?' E io risposi 'Beh, non mi importa un cazzo di chi sei. Semplicemente non eri con noi. Non eri coinvolto..."

## Il divano rosso
Non solo Billy Name era il responsabile della decorazione argentata della Factory, ma portò anche l'amato divano rosso. Billy lo trovò su un marciapiede della 47ª strada durante una delle sue "uscite notturne"; lo trascinò alla Factory, dove divenne presto uno dei punti preferiti della Factory, e sfondo di numerose fotografie e pellicole dell'Età d'argento, incluso Couch e Blow Job. Per coincidenza fu rubato nel 1968 durante il trasloco, mentre lo avevano lasciato per poco tempo proprio sul marciapiede.

## Frequentatori regolari della Factory

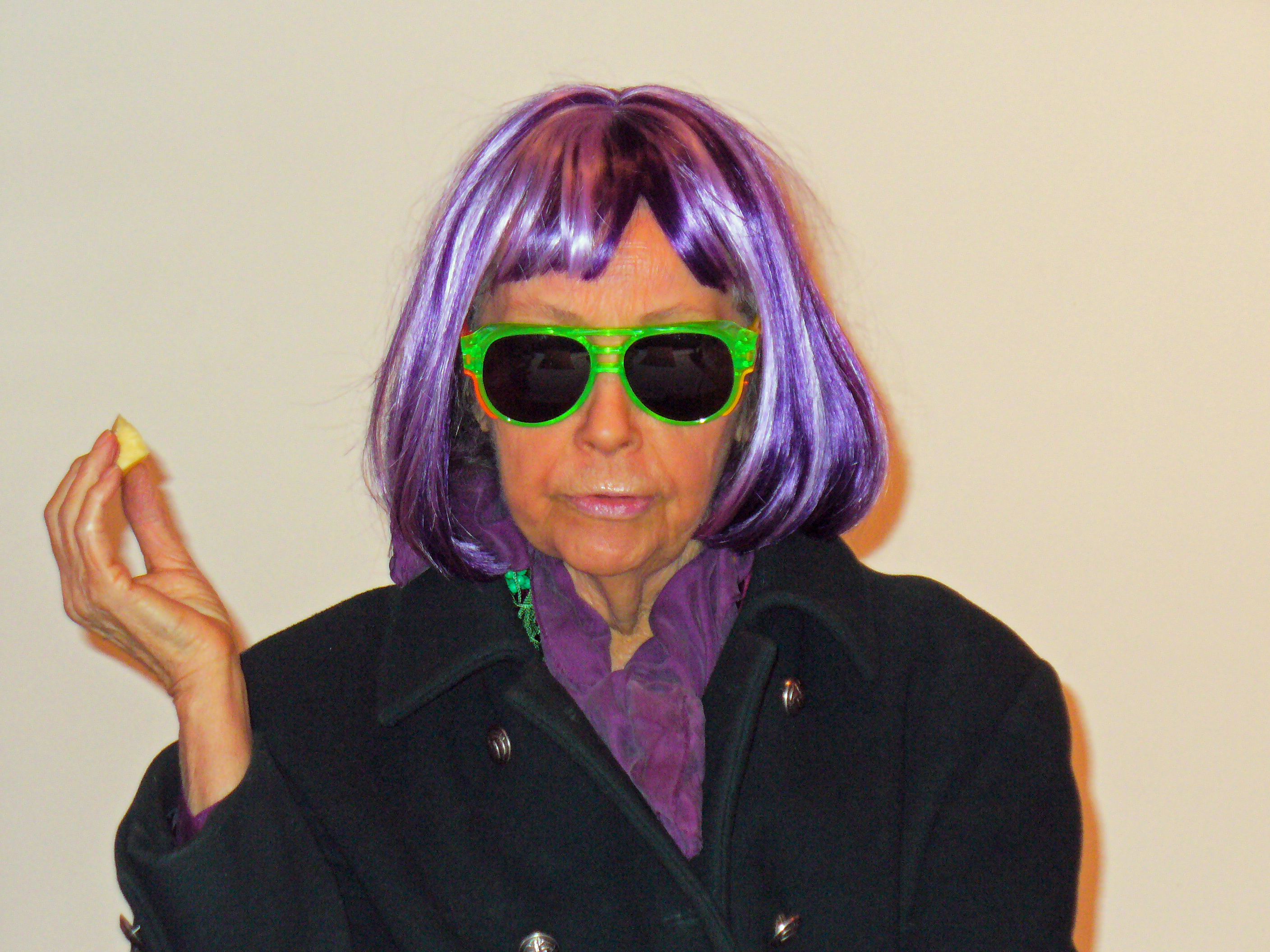
Ultra Violet (Isabelle Collin Dufresne).

Gli amici di Warhol e le superstar che orbitavano attorno alla Factory includevano Gerard Malanga, Ondine, Ivy Nicholson, Ingrid Superstar, Anita Pallenberg, Nico, I Velvet underground (Lou Reed, Sterling Morrison, Maureen Tucker e John Cale), Johnny Conflict, Candy Darling, Jeremiah Newton, Jim Morrison, Jackie Curtis, Frank Holliday, Holly Woodlawn, Viva, Billy Name, Freddie Herko, Mario Montez, Brian Jones, Mick Jagger, Keith Richards, Bob Dylan, Urbano Quinto, Edie Sedgwick, David Bowie, Noelle Wolf, Joe Dallesandro, Naomi Levine, Joe Dro, Paul Morrissey, Stephen Shore, Betsey Johnson, Truman Capote, Becky D, Fernando Arrabal, Taylor Mead, Mary Woronov, Ronnie Cutrone, Jane Forth, Lanny Dahl, Baby Jane Holzer, Ultra Violet, Brigid Polk, Rickpat F, Paul America, Penny Arcade, Bobby Driscoll, Herbert Muschamp, Peter Gramlique, John Giorno, Brigid Berlin, Danny Williams, Chuck Wein, William Borroughs, Jean-Michel Basquiat e molti altri visitatori più "occasionali".

## Film
Warhol cominciò a girare film nella Factory intorno al 1963, partendo a lavorare da Kiss, e prima di rilasciarli per il pubblico Andy li proiettava privatamente ai suoi amici. Quando non si poteva trovare un teatro tradizionale che ospitasse le pellicole più provocatorie, Warhol passava ai night-club e ai cinema porno.
La lista sottostante elenca tutti i film girati interamente o in parte alla Factory, ad eccezione di quelle andate perdute e quelle mai completate.
1963
- Kiss
- Rollerskate
- Haircut no. 1
- Haircut no. 2
- Haircut no. 3

1964
- Handjob
- Blow Job
- Screen Tests (1964–1966)
- Jill Johnson Dancing
- Eat
- Couch
- Henry Geldzahler
- Shoulder
- Taylor Mead's Ass
- Mario Banana
- Harlot
- 13 Most Beautiful Women
- 13 Most beautiful Boys
- 50 Fantastics and 50 Personalities

1965
- John and Ivy
- Screen Test #1
- Screen Test #2
- Drink
- Suicide (Screen Test numero 3)
- Horse
- Vinyl
- Bitch
- Poor Little Rich Girl
- Face
- Afternoon
- Beauty No. 1
- Beauty No. 2
- Space
- Factory Diaries
- Outer and Inner Space
- Prison
- The Fugs and the Holy Modal Rounders
- My Hustler
- Camp
- More Milk, Yvette
- Lupe

1966
- Ari and Mario
- Eating Too Fast (aka Blow Job #2)
- The Velvet Underground & Nico: A Symphony of Sound
- Hedy (aka Hedy the Shoplifter)
- The Beard
- Salvador Dalí
- Superboy
- Chelsea Girls
- The Bob Dylan Story
- The Kennedy Assassination
- Mrs. Warhol
- Kiss the Boot
- The Andy Warhol Story
- A Christmas Carol
- **** (four stars) (aka The 24-Hour Movie)

1967
- Imitation of Christ
- I, a Man
- The Loves of Ondine
- Bikeboy
- Tub Girls
- Nude Restaurant
- Sunset

1968
- Cowboy solitari (Lonesome Cowboys)
- Flesh
- Blue Movie
- Trash - I rifiuti di New York (1968–1969)
- Women in Revolt (1968–1971)

Film successivi furono girati fuori dalla Factory, o in un altro degli appartamenti di Warhol a New York.